# Kusarigama okinawense
La kusarigama okinawense una rara arma de hoz (鎌) y cadena (鎖) encontrada en las armas kobudō establecidas. Un conocido practicante moderno del arma era Seike Toma, discípulo de Chōtoku Kyan y maestro de Seikichi Odo.
A diferencia de la kusarigama del archipiélago japonés en técnicas y anatomía, su uso y su diseño también varían dependiendo de las preferencias estilísticas o elecciones individuales. El diseño más común, también conocido coloquialmente como "kamas volantes", es donde se une la cadena (por lo general reemplazado con una soga) a la parte inferior del mango en forma de un bucle. Otra variación es donde los dos kama están conjuntos con una soga atados a la parte inferior de cada uno. También existe otra, que recuerda a la kusarigama japonesa, pero con una hoz de menor tamaño.